# Carl Fredrik Holtermann

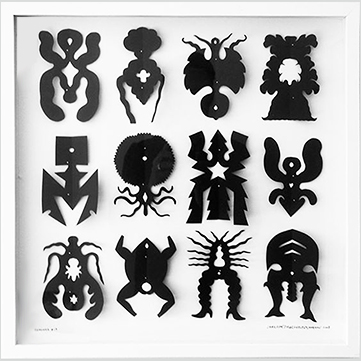
Demoner, Carl Fredrik Holtermann 2010

Carl Fredrik Holtermann, född 19 december 1965 i Stockholm, är en svensk författare och konstnär.
Holtermann är utbildad på Beckmans Designhögskola, Skrivarakademin och Alma Manusutbildning.
Holtermann är författare till boken Gå ut (Albert Bonniers Förlag 1997). Boken skildrar Stockholms nöjes- och nattliv kronologiskt och tar avstamp i det symboliska året 1967 då det legendariska nöjespalatset Nalen stängdes, och följer sedan utvecklingen av huvudstadens klubbscen under tre decennier. Etablissemang som Klubb Kamelen, Skottgränd, Bobbadilla, Big Brother, Ritz, Baby, Bar Bar och Lido nämns. Boken beskriver även historien bakom några av Stockholms historiska krogar, värdshus och restauranger. 
I sin recension i Dagens Nyheter pekade Åsa Beckman på hur boken indirekt speglade Sveriges utveckling från folkhemsnation till marknadsekonomi, och hur nattlivet fungerade som en modernitetens pionjär – från 60-talets ljusorglar till 70-talets diskoeffekter och vidare till 80-talets nischade klubbkultur.
Som konstnär arbetar Holtermann sedan 2005 med utklippta former – demoner.